# Bajomyszka północna
Bajomyszka północna (Baiomys taylori) – gatunek ssaka z podrodziny nowików (Neotominae) w obrębie rodziny chomikowatych (Cricetidae).

## Zasięg występowania
Bajomyszka północna występuje w południowej Ameryce Północnej zamieszkując w zależności od podgatunku:
- B. taylori taylori – od północnego Teksasu (południowe Stany Zjednoczone) na południe wzdłuż wschodniego wybrzeża Meksyku do północnego Veracruz.
- B. taylori allex – południowe Nayarit, zachodnie i środkowe Jalisco, Colima i południowo-zachodni Michoacán (zachodni Meksyk).
- B. taylori analogus – od wschodniego Jalisco na wschód do środkowo-wschodniego Puebla (południowo-środkowy Meksyk).
- B. taylori ater – południowo-wschodnia Arizona i południowo-zachodni Nowy Meksyk (południowo-zachodnie Stany Zjednoczone) oraz północno-wschodnia Sonora i północno-zachodnia Chihuahua (północno-zachodni Meksyk).
- B. taylori canutus – południowa Sonora, Sinaloa i północno-zachodni Nayarit (północno-zachodni Meksyk).
- B. taylori fuliginatus – wschodnie San Luis Potosí (środkowy Meksyk).
- B. taylori paulus – od północno-środkowego Chihuahua na południe do północnego Guanajuato (północno-zachodni i zachodnio-środkowy Meksyk).
- B. taylori subater – środkowo-wschodni Teksas (południowe Stany Zjednoczone).

## Taksonomia
Gatunek po raz pierwszy zgodnie z zasadami nazewnictwa binominalnego opisał w 1887 roku brytyjski zoolog Oldfield Thomas nadając mu nazwę Hesperomys (Vesperimus) taylori. Holotyp pochodził z San Diego, w Hrabstwie Duval, w południowym Teksasie, w Stanach Zjednoczonych.
Autorzy Illustrated Checklist of the Mammals of the World rozpoznają osiem podgatunków.

### Etymologia
- Baiomys: gr. βαιος baios „niewielki, maleńki”; μυς mus, μυoς muos „mysz”[14].
- taylori: William Taylor (data urodzin i śmierci nieznana), kolekcjoner[15].
- allex: łac. hallex, hallicis „duży palec”[16].
- analogus: łac. analogus „podobny, analogiczny”, od gr. αναλογος analogos „równoważny, przypominający”, od ανα ana „zgodnie z, z”; λογος logos „zasada, reguła”[17].
- ater: łac. ater „czarny, ciemny, mroczny”[18].
- canutus: łac. canutus „siwowłosy, oszroniony”, od canus „siwy, szary”[19].
- fuliginatus: późnołac. fuliginatus „okopcony”, od łac. fuligo, fuliginis „sadza”[17].
- paulus: łac. paulus „mały”[17].
- subater: łac. sub „pod, blisko”[20]; ater „czarny, ciemny, mroczny”[18].

## Morfologia
Długość ciała (bez ogona) 53–76 mm, długość ogona 34–53 mm, długość ucha 9–12 mm, długość tylnej stopy 12–15 mm; masa ciała 6–9 g. 

## Ekologia
Żywi się łodygami i owocami opuncji, nasionami traw, liśćmi. Doskonale znosi niewolę i bardzo szybko się oswaja. Żyje około 2 lata.
Ciąża trwa od 20 do 23 dni, a młodych w miocie jest 1-5. U tego gatunku po przyjściu ma świat młodych, samiec pozostaje w gnieździe i nawet opiekuje się swym potomstwem, co jest ewenementem wśród chomikowatych.